# Roger Courtois
Pour les articles homonymes, voir Courtois.
Roger Courtois, né le 30 mai 1912 à Genève (Suisse) où il est mort le 5 mai 1972, est un footballeur international et entraîneur franco-suisse. 
Il réalise la majeure partie de sa carrière sous les couleurs du FC Sochaux-Montbéliard au poste d'ailier. Il est le meilleur buteur de toute l'histoire du FC Sochaux avec 281 buts, et le 4e meilleur buteur du championnat de France de football avec 210 buts. Il détient par ailleurs le record du joueur le plus âgé ayant marqué dans cette compétition (44 ans et 4 jours). Il participa avec l'équipe de France à deux Coupes du monde : 1934 et 1938.

## Biographie
Roger Courtois naît à Genève en 1912. Son père, blessé de la Première Guerre mondiale, décède accidentellement en 1920. Il est interne au collège de Thonon de 1921 à 1927, où il découvre le football. En 1926, atteint d'une pleurésie, il doit rester six mois alité puis suivre une convalescence de six autres mois. À 15 ans, il arrête ses études pour devenir apprenti dans une maison de commerce de Genève. À 17 ans, il a l'autorisation de reprendre une activité sportive, mais limitée à un seul sport : le ski. Il ne peut donc rejouer au football qu'en 1930, année où il prend une licence dans un club de la ville, le F.C. Espérance Genève,. Ses performances lui permettent de signer à l'Urania Genève Sport, un des meilleurs clubs du pays. Bien que de petite taille et qualifié de « rondouillard », la vivacité de l'attaquant est remarquée lors du tournoi organisé à Paris à l'occasion de l'Exposition coloniale internationale en 1931.

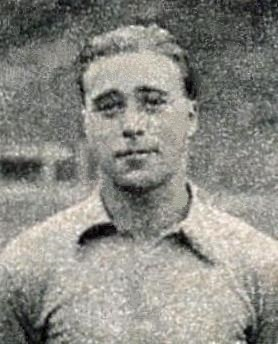
Roger Courtois en octobre 1937.

Possédant la double nationalité française et suisse, Roger Courtois signe en 1933 au FC Sochaux, un des clubs français en pointe du professionnalisme. Plutôt utilisé comme ailier, il fait preuve d'un réalisme exceptionnel. Vainqueur du championnat de France en 1935 et 1938 et de la Coupe de France en 1937 sous les couleurs sochaliennes, il est à titre individuel meilleur buteur du championnat en 1935-1936 (34 buts) et 1938-1939 (27 buts). Meilleur buteur du championnat avant la Seconde Guerre mondiale avec 151 buts, il se dispute avec Jean Nicolas, autre grand chasseur de buts, la place d'avant-centre titulaire en équipe de France.  
Il est mobilisé le 2 septembre 1939 mais continue de jouer avec Sochaux lors de ses permissions, notamment en Coupe de France. Il est fait prisonnier pendant la débâcle de mai 1940. Libéré en octobre grâce à sa double nationalité, il passe en Suisse et s'engage avec l'accord du FCSM dans l'équipe de Lausanne où il rejoint André Abegglen, autre ancien sochalien. Il y remporte en 1944 le doublé coupe-championnat, non sans avoir eu de nouveaux problèmes de santé en 1941, un empoisonnement du sang, qui le contraignent à cesser toute activité sportive pendant quelques mois. Après-guerre, il retrouve le FC Sochaux et redevient un des meilleurs attaquants du championnat de France. Il reste à Sochaux jusqu'à 40 ans et demeure le meilleur buteur sochalien de tous les temps. Pour son départ, un jubilé contre le VfR Mannheim est organisé le 20 avril 1952. 
En 1952, il embrasse la carrière d'entraîneur à l'AS Troyes-Savinienne, tout en continuant à chausser les crampons quand le besoin s'en fait sentir. C'est ainsi qu'il inscrit son dernier but en première division le 3 juin 1956, à 44 ans et 4 jours, un record. Il dispute son dernier match lors de la saison 1957-1958, en D2. En 1963, il quitte Troyes pour l'AS Monaco, dont il dirige l'équipe première pendant deux saisons en première division. Il est notamment vice-champion de France pour son premier exercice.
Il meurt en 1972 d'une attaque cardiaque.
En 2022, le magazine So Foot le classe dans le top 1000 des meilleurs joueurs du championnat de France, à la 7e place.

## Statistiques
| Saison                | Club                   | Championnat           | Championnat | Championnat | Coupe(s) nationale(s) | Coupe(s) nationale(s) | France | France | Total | Total |
| Saison                | Club                   | Division              | M.          | B.          | M.                    | B.                    | M.     | B.     | M.    | B.    |
| 1932-1933             | Urania Genève          | LA                    | 12          | 10          | 3                     | 7                     | 0      | 0      | 15    | 17    |
| 1933-1934             | FC Sochaux-Montbéliard | Division 1            | 24          | 23          | 2                     | 2                     | 1      | 0      | 27    | 25    |
| 1934-1935             | FC Sochaux-Montbéliard | Division 1            | 27          | 29          | 4                     | 6                     | 5      | 4      | 36    | 39    |
| 1935-1936             | FC Sochaux-Montbéliard | Division 1            | 28          | 34          | 7                     | 11                    | 5      | 4      | 40    | 49    |
| 1936-1937             | FC Sochaux-Montbéliard | Division 1            | 19          | 16          | 5                     | 9                     | 3      | 0      | 27    | 25    |
| 1937-1938             | FC Sochaux-Montbéliard | Division 1            | 26          | 22          | 1                     | 0                     | 5      | 2      | 32    | 24    |
| 1938-1939             | FC Sochaux-Montbéliard | Division 1            | 23          | 27          | 3                     | 1                     | 1      | 0      | 27    | 28    |
| 1939-1940             | FC Sochaux-Montbéliard | Division 1            |             |             | 5                     | 4                     | 1      | 0      | 6     | 4     |
| 1940-1941             |                        |                       |             |             |                       |                       | 0      | 0      | 0     | 0     |
| 1941-1942             | Lausanne-Sports        | LA                    | 14          | 4           | 3                     | 4                     | 0      | 0      | 17    | 8     |
| 1942-1943             | Lausanne-Sports        | LA                    | 26          | 13          | 1                     | 1                     | 0      | 0      | 27    | 14    |
| 1943-1944             | Lausanne-Sports        | LA                    | 25          | 9           | 5                     | 1                     | 0      | 0      | 30    | 10    |
| 1944-1945             | Lausanne-Sports        | LA                    | 26          | 12          | 3                     | 6                     | 0      | 0      | 29    | 18    |
| 1945-1946             | FC Sochaux-Montbéliard | Division 1            | 27          | 17          | 3                     | 1                     | 0      | 0      | 30    | 18    |
| 1946-1947             | FC Sochaux-Montbéliard | Division 2            | 39          | 28          | 4                     | 5                     | 1      | 0      | 44    | 33    |
| 1947-1948             | FC Sochaux-Montbéliard | Division 1            | 28          | 12          | 4                     | 3                     | 0      | 0      | 32    | 15    |
| 1948-1949             | FC Sochaux-Montbéliard | Division 1            | 26          | 9           | 1                     | 0                     | 0      | 0      | 27    | 9     |
| 1949-1950             | FC Sochaux-Montbéliard | Division 1            | 27          | 11          | 3                     | 2                     | 0      | 0      | 30    | 13    |
| 1950-1951             | FC Sochaux-Montbéliard | Division 1            | 26          | 9           | 2                     | 0                     | 0      | 0      | 28    | 9     |
| 1951-1952             | FC Sochaux-Montbéliard | Division 1            | 4           | 0           | 1                     | 0                     | 0      | 0      | 5     | 0     |
| 1952-1953             | AS Troyes-Savinienne   | Division 2            | 0           | 0           | 0                     | 0                     | 0      | 0      | 0     | 0     |
| 1953-1954             | AS Troyes-Savinienne   | Division 2            | 8           | 3           | 1                     | 2                     | 0      | 0      | 9     | 5     |
| 1954-1955             | AS Troyes-Savinienne   | Division 1            | 0           | 0           |                       |                       | 0      | 0      | 0     | 0     |
| 1955-1956             | AS Troyes-Savinienne   | Division 1            | 3           | 1           |                       |                       | 0      | 0      | 3     | 1     |
| 1956-1957             | AS Troyes-Savinienne   | Division 2            | 3           | 0           |                       |                       | 0      | 0      | 3     | 0     |
| 1957-1958             | AS Troyes-Savinienne   | Division 2            | 1           | 0           |                       |                       | 0      | 0      | 1     | 0     |
| Total sur la carrière | Total sur la carrière  | Total sur la carrière | 442         | 289         | 61                    | 65                    | 22     | 10     | 525   | 364   |

## Palmarès
- Champion de France : 1935 et 1938 (FC Sochaux).
- Coupe de France : 1937 (FC Sochaux).
- 22 sélections et 10 buts en équipe de France.

## Distinctions
- Meilleur buteur du championnat de France : 1936 (34 buts), 1939 (27 buts) (FC Sochaux).

## Records
- 2e meilleur buteur français de l'histoire toutes compétitions confondues sur une saison derrière Just Fontaine (52 buts).
- 3e meilleur buteur français de l'histoire toutes compétitions confondues (364 buts)[9].